# Jænberht
Jænberht (?-12 d'agost del 792) fou un monjo i posteriorment abat de l'Abadia de Sant Agustí de Canterbury i finalment arquebisbe del bisbat de Canterbury.
Eixia d'una família notable de Kent que tenia relacions amb els assessors del rei Etelbert II d'Ànglia Oriental. Fou consagrat arquebisbe el 2 de febrer del 765 a les corts del rei Offa de Mercia. L'any 766 va rebre autoritat papal per ésser arquebisbe de manera oficial. Entre els anys 780 i 781 va assistir a concilis a l'Església de Brentford administrats per Offa de Mercia. Va morir al 12 d'agost de 792 i va ser enterrat a Canterbury. El seu dies natalis (festa) se celebra el 12 d'agost.